# Gut Hovedissen

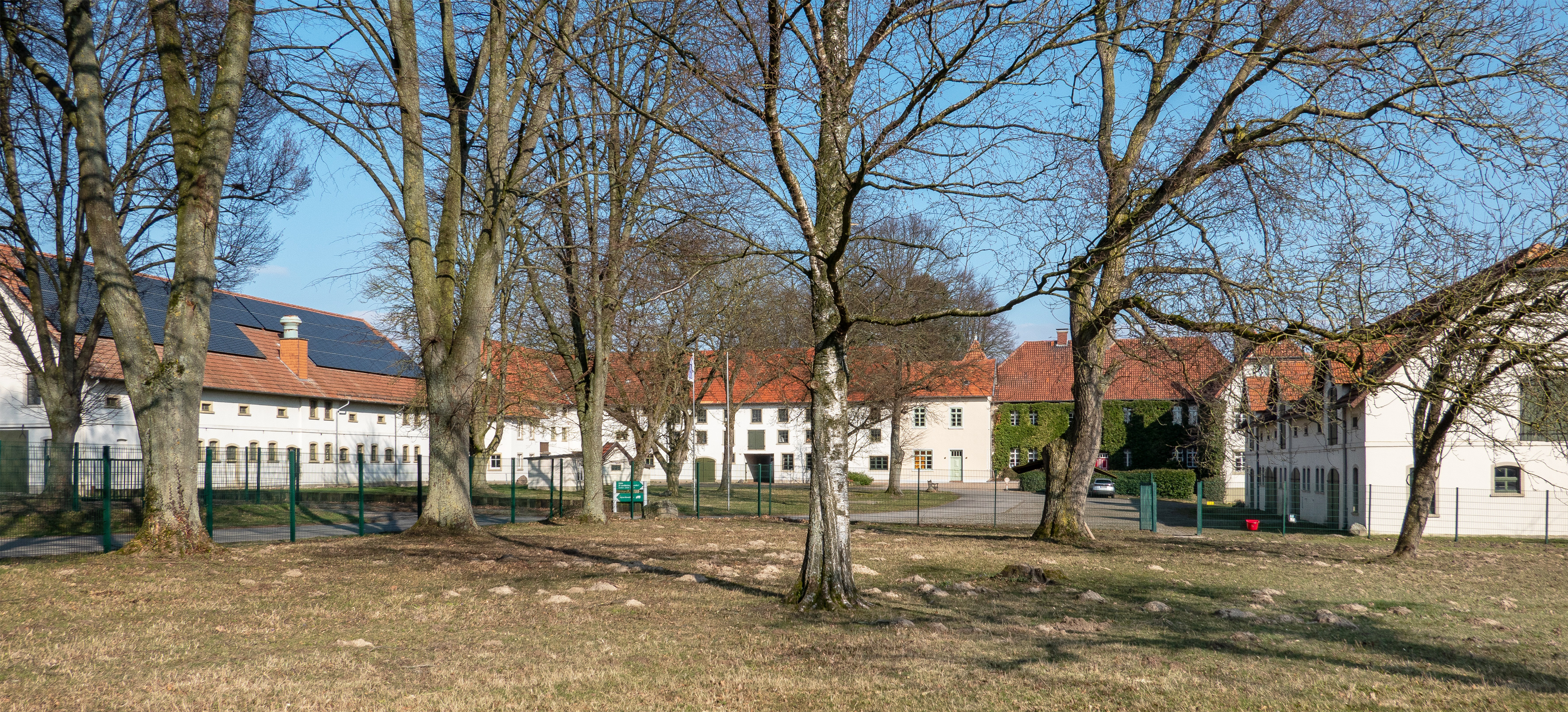
Gut Hovedissen

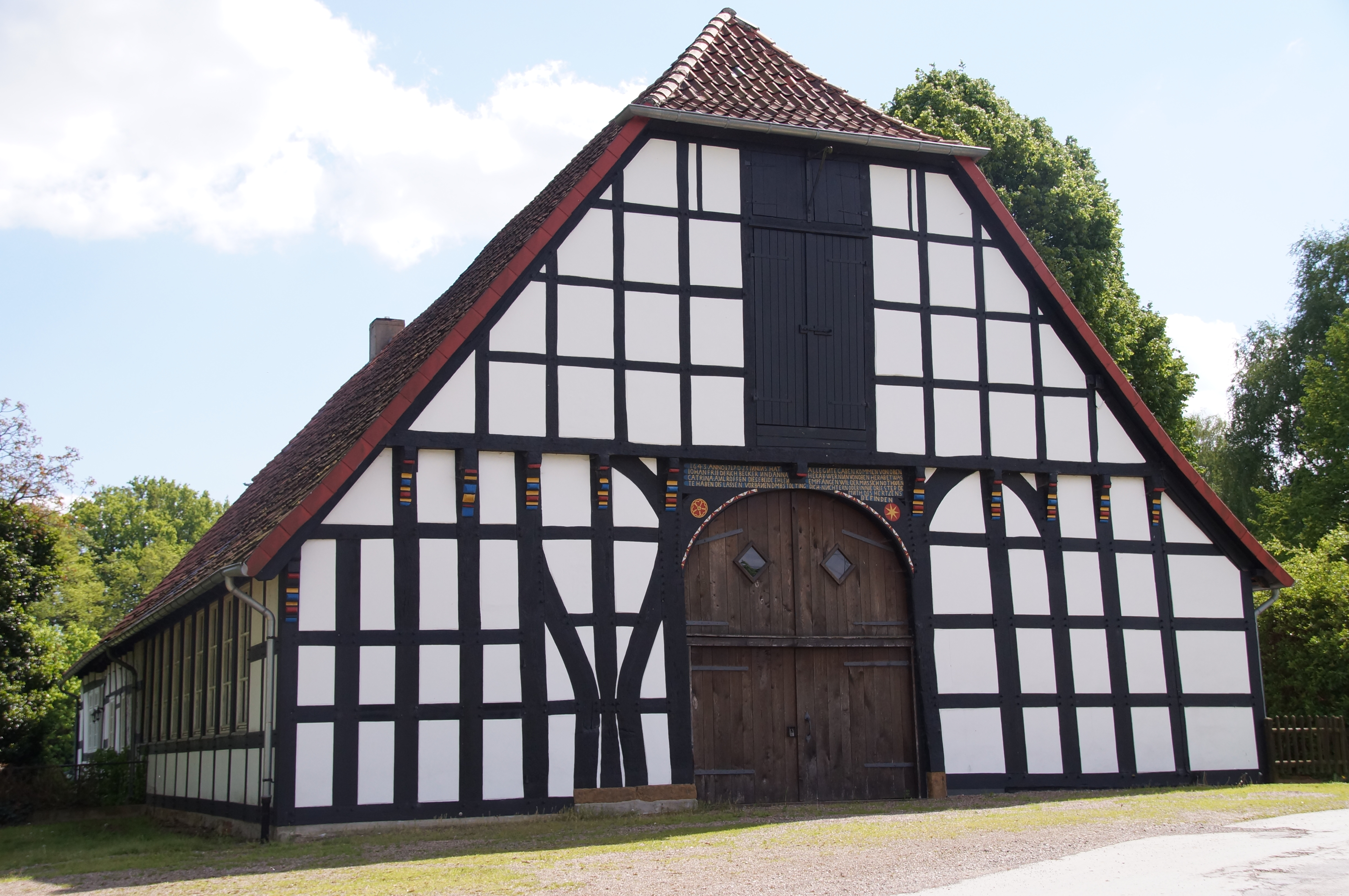
Meisenhaus im Vorwerk des Gutes Hovedissen

Das Gut Hovedissen (auch Rittergut) liegt im Ortsteil Schuckenbaum der Gemeinde Leopoldshöhe im Kreis Lippe in Nordrhein-Westfalen. Das Gut Hovedissen war das Zentrum der Gemeinde Hovedissen, die 1921 aufgelöst wurde.

## Lage und Bezeichnung
Das Gut Hovedissen liegt am Heipker Bach. Der Name wandelt sich von Houedissen (1251, 1435, 1507, 1590) sind im Laufe der Jahrhunderte folgende Versionen belegt: Hovedessen (1318), Hoverdessen (1326), Houedessen (1328), Hovedissen (1342), Howerdessen (1399), Heverdissen (1497), Houedissenn (1535), Houedißen (1616/1617), Hovedissen (bereits 1758), Hobedessen (1805), Heovedissen (1920).

## Geschichte
Eine erste Erwähnung Hovedissens kann aus einer Schenkung des karolingischen König Arnolf an das Kloster Corvey im Jahr 889 abgeleitet werden. Damals schenkte König Arnulf dem Kloster 25 Hufen, die zuvor der nobilis vir Hohwart im Hweitago (wohl: Wetigau) in den Komitaten Egberts, Reithards und Herimanns und in den Ortschaften Pyrmont, Schieder, Ottinghausen und Mönkhausen innehatte. In der Nähe der zuletzt genannten Orte liegt der Ort Hovedissen, wo Corvey im 14. Jahrhundert einen Lehnsträger Johannes von Howerdessen hatte und der seinen Namen mithin offenbar von dem nobilis vir Hohwart trug.
Das Gut Hovedissen wurde erstmals um 1226 erstmals ausdrücklich schriftlich erwähnt. Ursprünglich ein Meierhof, war das freie und landtagfähige Rittergut Hovedissen seit 1570 im Besitz verschiedener adliger Familien, u. a. die von Wrede und die von Kessel gen. Bormann. 1768 kam es unter die Verwaltung der lippischen Regierung in Detmold und 1774 wurde es vom Geheimrat Franz Christian von Borries erworben. Auf dem Gut waren zu jener Zeit auch eine Brennerei und eine Brauerei eingerichtet. Das Gut ist seitdem im Besitz der Familie von Borries und heute von deren Nachfahren, Grafen von der Schulenburg. Das Gut beheimatet heute neben der Landwirtschaft ein Saatzuchtunternehmen sowie ein biotechnologisches Forschungsunternehmen.
Im Jahr 1886 wird eine Betriebsgröße von 183 ha ausgewiesen. Als Pächter zahlten H. von Borries und H. von Vogelsang im Jahr 1921 5797 Mark für 164 ha.
Einwohnerentwicklung
| Jahr | Einwohner | Quelle |
| ---- | --------- | ------ |
| 1875 | 81        | [ 4 ]  |
| 1882 | 70        | [ 5 ]  |
| 1898 | 97        | [ 6 ]  |

Unter Denkmalschutz steht das Meisenhaus, ein Vierständer-Längsdielenhaus von 1643, das zum Meisenhof, dem Vorwerk des Gutes gehört.